# 백운산 향사대

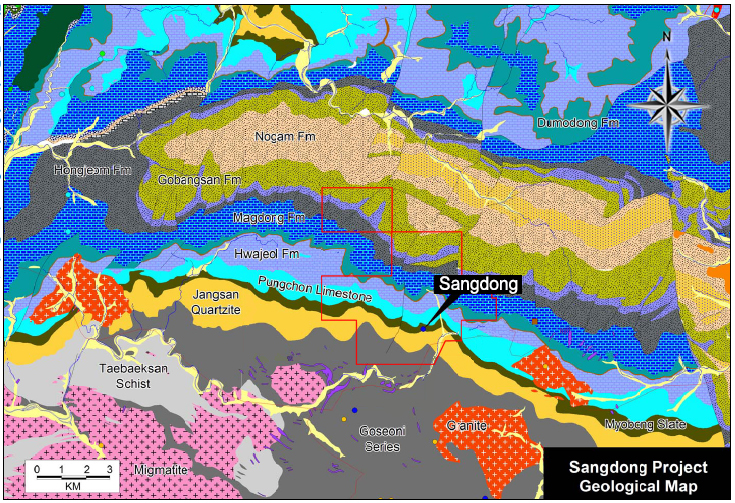
백운산 향사대의 조선 누층군과 평안 누층군 및 상동광산

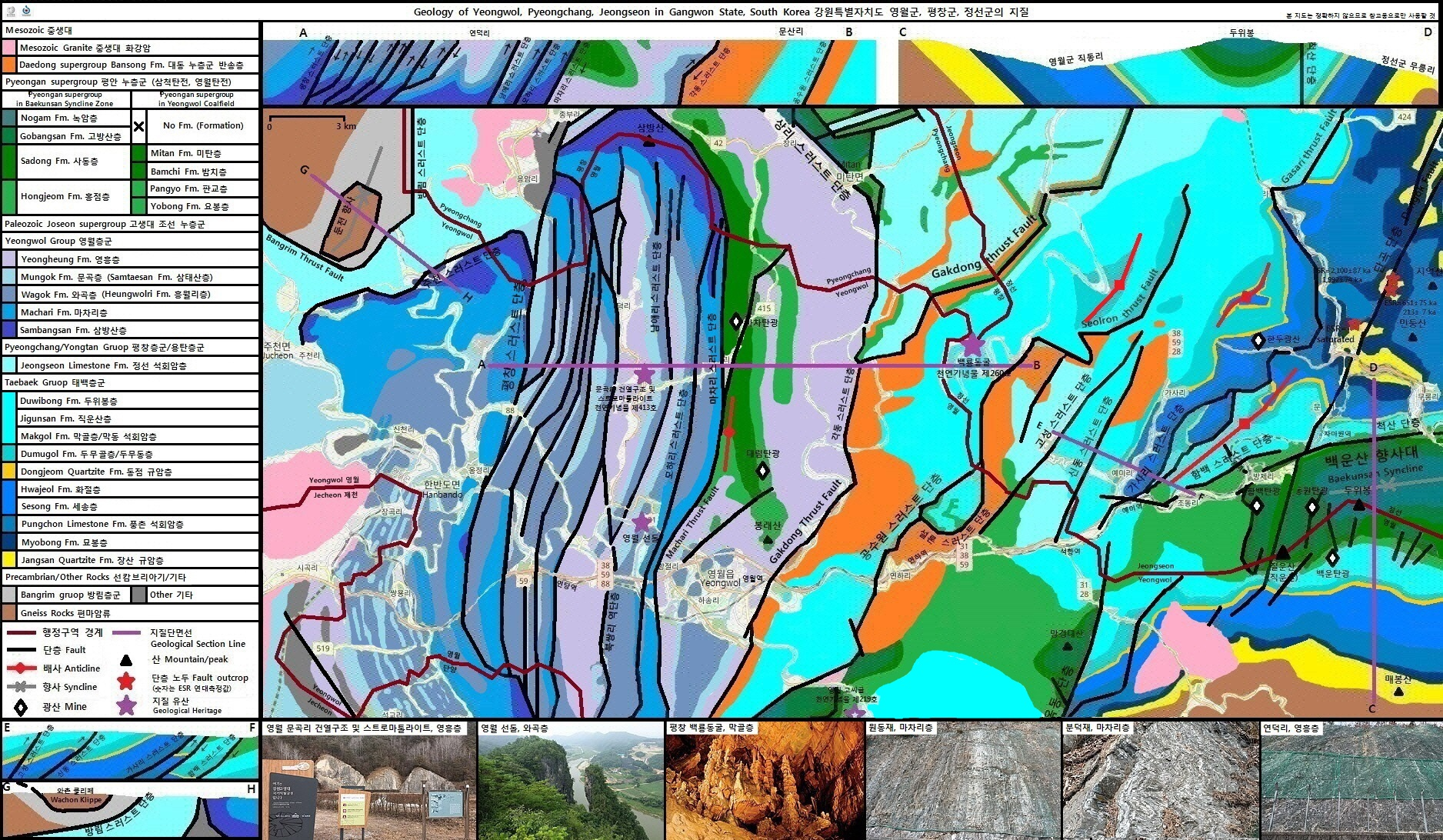
영월군 동부의 백운산 향사대

백운산 향사대(Baekunsan Syncline zone)는 대한민국 태백산분지 내 강원특별자치도 태백시에서 영월군 남동부까지, 백운산(1426.6 m)을 중심으로 대략 서북서-동남동 방향으로 발달하는 대규모의 향사 습곡 구조이다. 이 습곡에 의해 평안 누층군이 가운데에, 조선 누층군 태백층군이 바깥쪽에 대칭적으로 분포하고 있다. 

## 개요
중생대의 송림 변동에 의해 습곡 구조가 형성되기 시작하였으며, 그 후 쥐라기에서 백악기 초에 걸쳐 일어난 대보 조산운동에 의해 백운산 향사 구조가 형성되었다. 향사 구조의 남익부는 대략 30~50°로 거의 일정하게 북쪽으로 경사하지만, 북익부는 그 경사가 남쪽으로 70°에 달하며 심지어 역전된 곳도 있다. 경사가 역전되면 향사의 북익과 남익부가 같은 방향으로 기울어 있게 되며 이를 등사습곡(等斜褶曲; isocline)이라 한다.
북익부에서 경사가 역전된 곳에 따라서는 충상단층이 발달하기도 한다. 백운산 향사대를 거의 남-북 방향으로 절단하고 있는 주향 이동 단층들은 대부분 우수향 이동을 하였으며, 이 단층 운동과 수반되어 끌림 습곡 구조(Drag fold)가 발달하고 있다.
김정환, 최원학(1990)의 조사 결과 백운산 향사 구조와 이에 대응되는 무릉담 배사구조가 확인되었으며, 이들 동-서 방향의 습곡축을 가지는 구조들은 후에 일어난 조구조운동에 의해 재습곡되었다. 평안 누층군 장성층과 그 하부의 지층들 내에서는 두 방향의 습곡 구조가 발달하지만, 그 상부의 지층들 내에서는 북동-남서 방향의 습곡 구조들만이 인지되는 점으로 미루어 백운산 향사 구조는 장성층 퇴적 이후 일어난 조구조운동에 의해 형성되었다. 그리고 습곡축들은 주향 이동 단층의 운동 시에 회전되었다.

## 지질

### 조선 누층군
백운산 향사대의 조선 누층군 태백층군은 평안 누층군을 사이에 두고 향사 남익과 북익부에 서로 떨어져 동-서 방향으로 분포한다. 조선 누층군 중 세송층은 백운산 향사대의 남익부에서는 연속성이 좋지만 북쪽 연변부에서는 인지가 어렵다. 이러한 이유로 태백산지구지하자원조사단(GICTR, 1962)은 세송층을 독립된 층으로 인정하지 않고 화절층의 최하부 층원(세송이회암층원)으로 취급하였다.

### 평안 누층군
평안 누층군은 함백역 부근에서 두위봉 산정부, 하이원리조트가 위치한 사북-고한 지역, 함백산과 오투리조트 일대에 분포한다. 백운산 향사대의 축은 동쪽으로 침강(plunge)하였으며 이에 따라 상부의 고한층과 동고층은 동부에만 분포한다.

### 상동광산
백운산 향사대 남익부의 조선 누층군 중에는 텅스텐 광산 상동광산이 발달한다. 

## 같이 보기
- 한국의 지질
- 삼척탄전
- 태백시의 지질
- 정선군의 지질
- 영월군의 지질
- 상동광산
- 습곡